# Claudia Schlottmann
Claudia Schlottmann (* 1. Juni 1962 in Hilden) ist eine deutsche Politikerin (CDU). Sie ist seit 2017 Mitglied im Landtag von Nordrhein-Westfalen.

## Leben
Nach dem Abitur 1981 am Dietrich-Bonhoeffer-Gymnasium Hilden absolvierte Schlottmann eine duale Ausbildung mit dem Abschluss als Wirtschaftsassistentin/Betriebswirtin (BA). Von 1984 bis 1994 arbeitete sie für das Chemiefaserunternehmen Akzo/Enka in Wuppertal, ab 1988 als Marketingleiterin. Nach der Geburt ihrer Kinder begab sie sich in Familienzeit. Von 2011 bis 2017 war sie als Geschäftsführerin für die CDU-Fraktion Hilden tätig.
Claudia Schlottmann ist verheiratet und hat zwei Kinder.

## Politik
Schlottmann trat 1982 in die CDU ein und war von 1996 bis 2010 stellvertretende Vorsitzende des CDU-Kreisverbandes Mettmann. Seit 1994 ist sie Mitglied im Rat der Stadt Hilden.
Bei der Landtagswahl in Nordrhein-Westfalen 2017 trat Schlottmann als Direktkandidatin im Wahlkreis 37 (Mettmann I) an und wurde mit 42,9 % der Erststimmen in den Landtag gewählt. In der 17. Wahlperiode war sie Mitglied des Ausschusses für Gleichstellung und Frauen, Mitglied des Ausschusses für Schule und Bildung und Mitglied des Sportausschusses. Des Weiteren gehörte sie dem Parlamentarischen Untersuchungsausschuss IV (Kindesmissbrauch) an.
Bei der Landtagswahl in Nordrhein-Westfalen 2022 wurde sie erneut im Wahlkreis Mettmann I ins Parlament gewählt; sie gewann das Direktmandat mit 40,7 % der Erststimmen.